# Eparchia Kalyan
Eparchia Kalyan – eparchia Kościoła katolickiego obrządku syromalabarskiego w Indiach. Została utworzona w 1988 z terenu archidiecezji bombajskiej.

## Ordynariusze
- Paul Chittilapilly (1988–1996)
- Thomas Elavanal, od 1996